# Płyta Jangcy

Płyta eurazjatycka zaznaczona na zielono

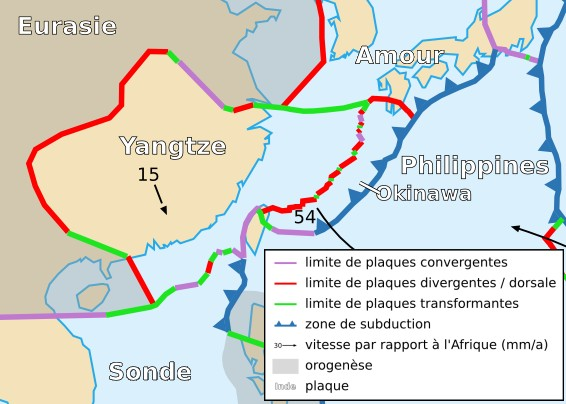
Płyta Jangcy

Płyta Jangcy (ang. Yangtze Plate, South China Block, South China Subplate) – niewielka płyta tektoniczna, położona we wschodniej części Azji.
Od północy, zachodu i południowego zachodu graniczy z płytą eurazjatycką, od południowego wschodu z płytami sundajską i filipińską, a od północnego wschodu z płytą amurską.
Zdaniem większości autorów jest częścią płyty eurazjatyckiej.